# Notre-Dame-du-Touchet
Notre-Dame-du-Touchet település Franciaországban, Manche megyében. Lakosainak száma 628 fő (2018. január 1.). Notre-Dame-du-Touchet Bion, Ferrières, Husson, Romagny-Fontenay, Saint-Jean-du-Corail, Saint-Symphorien-des-Monts, Le Teilleul és Villechien községekkel határos.

## Népesség
A település népességének változása:
| Lakosok száma | 891  | 822  | 693  | 682  | 658  | 654  | 634  | 632  | 628  | 628  |
|               | 1962 | 1968 | 1982 | 1990 | 1999 | 2008 | 2011 | 2013 | 2017 | 2018 |